# Autotrichia lysimeles
Autotrichia lysimeles là một loài bướm đêm trong họ Geometridae.